# Bouira Lahdab
Bouira Lahdab (în arabă بويرة األحدب) este o comună din provincia Djelfa, Algeria.
Populația comunei este de 10.993 de locuitori (2008).